# Bpost-affaire
De bpost-affaire is een schandaal rond het mogelijk onrechtmatige contracten en subsidies voor het Belgische postbedrijf bpost.

## Geschiedenis
De Belgische overheid ondersteunt de bedeling van kranten en tijdschriften met 125 miljoen euro per jaar. Die distributiesteun wordt politiek verkocht als ondersteuning van diversiteit in de media, maar in de praktijk houdt het een deel van de arbeidsplaatsen bij bpost overeind.
Bpost onderhandelde in 2021 met krantendistributeur PPP en mediabedrijven DPG en Mediahuis om de aanbesteding binnen te halen.
In 2022 werd door de Belgische federale overheid een nieuwe concessie uitgeschreven voor de bedeling van kranten en tijdschriften voor de periode van 2024 tot en met 2027. Half april 2023 bleek echter uit een audit dat bpost hierbij in 2021 illegale prijsafspraken gemaakt heeft en bovendien voor deze dienst de overheid al jaren te veel aanrekende. Meer bepaald zouden toenmalig CEO Dirk Tirez en twee directeurs van bpost een illegale deal hebben gesloten met concurrent PPP, zodat die niet deelnam aan de aanbesteding van de krantenbedeling.
Bpost heeft ook voor nog drie andere aanbestedingen de overheid mogelijk te veel geld aangerekend. Alleen al voor 2023 gaat het over 25 tot 50 miljoen euro.
Minister Petra De Sutter kreeg kritiek toen bleek dat twee gedetacheerde experten van haar kabinet al drie jaar op de loonlijst stonden van bpost. Ook PS-voorzitter Paul Magnette en vicepremier Pierre-Yves Dermagne (PS) zouden een vergadering over de strategie van bpost gehad hebben met toenmalig CEO Dirk Tirez in de kantoren van bpost.
Op 21 september 2024 raakt bekend dat de Belgische Mededingingsautoriteit (BMA) niet enkel bedrijven, maar voor het eerst ook personen wil vervolgen die de subsidies voor Bpost om kranten te bezorgen, gemanipuleerd zouden hebben.

## Boeken
- 2023: Bpost Hold-up, Wouter Verschelden en Emmanuel Vanbrussel. MediaNation, ISBN 9789464770452